# Legends of War
Legends of War, vereinzelt auch in Verbindung mit dem Untertitel Patton’s Campaign, ist ein rundenbasiertes Strategiespiel aus dem Jahr 2010 für die mobile Konsole PlayStation Portable. Entwickler des Spiels war das spanische Studio Enigma Software Productions. Es kam ein weiteres Mal, im Umfang jedoch reduzierter Form, 2012 im Vertrieb des britischen Publishers Slitherine Software und in Kooperation mit dem History Channel unter dem Titel History: Legends of War – Patton für Xbox 360, PlayStation 3, Windows und PlayStation Vita heraus.

## Spielprinzip
Der Spieler übernimmt die Rolle von General Patton, der 1944 die dritte US-Armee im Kampf gegen das NS-Regime in Frankreich führt. Es werden mehrere Operationen aus der Endphase des Zweiten Weltkriegs nachgespielt, darunter die Sicherung der Normandie und die Befreiung der 101. Luftlandedivision bei Bastogne. In der ursprünglichen Fassung für PSP sind es insgesamt sieben Kampagnen mit 35 Missionen, die mit dem Kampf um Berlin enden. In der späteren Neuauflage endet es bereits nach vier Kampagnen mit 21 Missionen in den Ardennen.
Es gibt verschiedene Missionstypen, neben dem klassischen Angriffsszenario bspw. Verteidigungsmissionen (Überleben einer gewissen Rundenanzahl), Sabotageakte (Deponieren einer Bombe) und Infiltrationen (Befreiung eines Gefangenen). Das grundlegende Spielprinzip ist dabei genreüblich angelegt. Figuren besitzen eine gewisse Anzahl an Aktions- und Fortbewegungspunkten. Einheiten besitzen Primär- und Sekundärwaffen, die Fortbewegung bei Infanteristen kann aufrecht oder gebückt erfolgen. Zur Auswahl stehen verschiedene Einheitentypen wie Scharfschützen, Fallschirmjäger, Sanitäter, spanische und französische Freiheitskämpfer oder Panzer und Flugzeuge.
Verschiedene Statistiken und Zahlenwerte haben Einfluss auf die Missionen. Je erfolgreicher eine Mission abgeschlossen wurde, desto mehr Prestigepunkte erhält der Spieler. Diese bestimmen, wie viele Nachschubeinheiten er rekrutieren kann. Außerdem können basierend auf dem Ausgang der vorangehenden Missionen sogenannte Patton-Skill-Punkte vergeben werden. Mit diesen können beispielsweise die Lebensenergie, die maximale Munitionsmenge oder Schussgenauigkeit der Einheiten oder das Charisma zum Erlangen von mehr Prestige gesteigert werden. Die Einheiten sammeln durch Abschüsse von Gegnern Medaillen und Heldenauszeichnungen, die sich in besseren Kampfwerten niederschlagen. Solange die Einheit überlebt, behält sie diese Werte in den nachfolgenden Missionen. Die Höhe der Brennstoffreserven bestimmt, welche und wie viele motorisierte Einheiten eingesetzt werden können.
Neben der Einzelspielerkampagne gibt es einen Hot-Seat-Modus für zwei Spieler.

## Rezeption
Die ursprüngliche Fassung für PSP erhielt meist wohlwollende Kritiken.

„Ja, genau so ein Spiel hatte ich mir von ‚Legends of War‘ erhofft: Hier wird Rollenspiel, Strategie und Taktik vereint. Kurz fühlt man sich noch überlegen, wehrt alle Feinde ab, doch sieht man sich schon den ersten Panzern gegenüber und läuft um sein Leben. Spannung, Abwechslung und Gehirn-Training werden hier ansprechend präsentiert.“

Die Neuauflage für Xbox 360, PS3, Windows und PS Vita wurde dagegen deutlich kritischer aufgenommen.

„Langweilig, statisch und unansehnlich. Diese Rundentaktik im Zweiten Weltkrieg kann nicht überzeugen.“